# Geno e lo specchio rosso della verità
Geno e lo specchio rosso della verità è un romanzo fantasy per ragazzi del 2008 della scrittrice italiana Moony Witcher, pseudonimo di Roberta Rizzo. È stato pubblicato il 15 dicembre 2008 dalla casa editrice Giunti Junior ed è l'ultimo capitolo della trilogia.

## Edizioni
- Moony Witcher, Geno e lo specchio rosso della verità, prima, Giunti, 2008,  p. 312, ISBN 978-88-09-06198-9.